# Списак спајања и припајања компаније Facebook
Фејсбук је сервис за друштвену мрежу. Свако присвајање компаније са ове листе је у целини, осим ако се не наведе другачије. Наведени датум аквизиције је датум на који је склопљен споразум између корпорације Фејсбук и субјекта аквизиције. Вредност сваке аквизиције је приказана у америчким доларима ($) због тога што се главни штаб Фејсбука налази у Сједињеним Америчким Државама. Ако је фејсбук преузео неки сервис купљење компаније, то ће такође бити наведено у табели.
Компанија Фејсбук је ставила под своје власништво више од 50 компанија, укључујући WhatsApp. Куповина компаније WhatsApp је коштала 19 милиона долара, што је више од 40 долара по кориснику ВатсАпа у то време. Такође је положила права и на пропалу компанију ConnectU у судском процесу и стекла интелектуалну имовину коју је држала ривална компанија Friendster. Већина купљених компанија имају своја седишта у Сједињеним Америчким Државама, а од тих већина има седиште у заливској области Сан Франциска. Компанија Фејсбук је такође инвестирала у фирме LuckyCal и Wildfire Interactive.
Разлог већине аквизиција које је Фејсбук обавио су млади талентовани радници из купљених компанија, а производи наслеђени из купљених компанија углавном завршавају угашени. Главни извршни директор Фејсбука, Марк Закерберг, је изјавио: "Ниједном нисмо купили компанију због ње саме. Купујемо компаније због сјајних људи који раде у њима... Да бисмо били најпредузимљивији, кључна ствар је да запошљавамо најбоље људе. Један од начина за постизање овог циља јесте стицање компанија са сјајним оснивачима." Аквизиција компаније Instagram, најављена 9. априла 2012, је изгледа први изузетак правила којим се служи Закерберг.

## Аквизиције
| #  | Датум аквизиције   | Компанија               | Област делатности                                                           | Локација                                                | Вредност ($)              | Повезана са                   | Коришћена као/ интегрисана са    | Нови запослени                                                                                | Референце            |
| -- | ------------------ | ----------------------- | --------------------------------------------------------------------------- | ------------------------------------------------------- | ------------------------- | ----------------------------- | -------------------------------- | --------------------------------------------------------------------------------------------- | -------------------- |
| 1  | 23. август 2005.   | facebook.com име домена | AboutFace                                                                   | САД, Бостон                                             | $200,000                  | —                             | промена имена из Thefacebook.com | —                                                                                             | [ 3 ] [ 4 ]          |
| 2  | 19. јул 2007.      | Parakey                 | Офлајн апликација/Веб ОС                                                    | САД, Маунтин Вју (Калифорнија)                          |                           | Y Combinator, Sequoia Capital | Facebook Mobile                  | Блејк Рос, Џо Хјуит                                                                           | [ 5 ]                |
| 3  | 23. јун 2008.      | ConnectU                | Социјална мрежа                                                             | САД, Кембриџ (Масачусетс)                               | $31,000,000               | i2Hub                         | (Судски спор)                    | —                                                                                             | [ 6 ] [ 7 ]          |
| 4  | 10. август 2009.   | FriendFeed              | Агрегатор за социјалне мреже                                                | САД, Маунтин Вју (Калифорнија)                          | $47,500,000               | Benchmark Capital, бивши-Гугл |                                  | Пол Бухајт, Брет Тејлор, Џим Норис, Санџив Синг, 8 осталих                                    | [ 8 ]                |
| 5  | 19. фебруар 2010.  | Octazen                 | Увоз контаката                                                              | Малезија, Таман Мелавати, Куала Лумпур                  |                           |                               | Friend Finder                    | 2 инжењера                                                                                    | [ 9 ]                |
| 6  | 2. март 2010.      | Divvyshot               | Управљање сликама                                                           | САД, Сан Франциско                                      |                           | Y Combinator, AngelList       | Facebook Photos                  | Сем Одио, Пол Кардранер                                                                       | [ 10 ]               |
| 7  | 13. мај 2010.      | Friendster patents      | Интелектуална својина/патенти                                               | САД, Маунтин Вју (Калифорнија) / Малезија, Куала Лумпур | $40,000,000               |                               |                                  | -                                                                                             | [ 11 ]               |
| 8  | 26. мај 2010.      | ShareGrove              | Приватне конверзациеј/Форуми                                                | САД, Сан Матео (Калифорнија)                            |                           | Elm Street Ventures           | Facebook Groups                  | Кент Либи, Адам Вулф                                                                          | [ 12 ]               |
| 9  | 8. јул 2010.       | Nextstop                | Препоруке за путовања                                                       | САД, Сан Франциско                                      | $2,500,000                | бивши Гугл                    |                                  | Чарлс Лин, Карл Сјорген, Едријан Грахам                                                       | [ 13 ]               |
| 10 | 15. август 2010.   | Чаи Лабс                | Интернет апликације                                                         | САД, Маунтин Вју (Калифорнија)                          | $10,000,000               | Merus Capital, Бивши Гугл     |                                  | Гокул Раџарам, Гири Раџарам, остали                                                           | [ 14 ]               |
| 11 | 20. август 2010.   | Hot Potato              | Чек-ин/Ажурирање статуса                                                    | САД, Бруклин                                            | ~$10,000,000              | RRE Ventures                  | Facebook Places                  | Шадик Роџерс-Кинг, Џастин Шафер, 6 осталих                                                    | [ 15 ]               |
| 12 | 29. октобар 2010.  | Drop.io                 | Хостовање и дељење података                                                 | САД, Дамбо                                              | ~$10,000,000              | RRE Ventures                  |                                  | Сем Лесин                                                                                     | [ 16 ]               |
| 13 | 15. новембар 2010. | FB.com име домена       | Америчка федерација бироа фарми                                             | САД, Вашингтон                                          | $8,500,000                | —                             | —                                | —                                                                                             | [ 17 ]               |
| 14 | 25. јануар 2011.   | Rel8tion                | Рекламирање на мобилним уређајима                                           | САД, Сијетл                                             | неоткривена               |                               |                                  | Питер Вилсон                                                                                  | [ 18 ]               |
| 15 | 2. март 2011.      | Beluga                  | Групне поруке                                                               | САД, Пало Алто (Калифорнија)                            | неоткривена               |                               | Facebook Messenger               | Џонатан Перлоу, Луси Жанг, Бен Дејвенпорт                                                     | [ 19 ]               |
| 16 | 20. март 2011.     | Snaptu                  | Развој мобилних апликација                                                  | Израел                                                  | $70,000,000               |                               | Mobile                           |                                                                                               | [ 20 ]               |
| 17 | 24. март 2011.     | RecRec                  | Рачунарски вид                                                              | САД, Сан Франциско                                      | неоткривена               | Dogpatch Labs                 |                                  |                                                                                               | [ 21 ]               |
| 18 | 27. април 2011.    | DayTum                  | Информациона графика                                                        | САД, СоХо, Њујорк                                       |                           |                               |                                  | Николас Фелтон, Рајан Кејс                                                                    | [ 22 ]               |
| 19 | 9. јун 2011.       | Sofa                    | Софтверски дизајн                                                           | Холандија, Амстердам                                    |                           |                               |                                  | Коен Бок, Дирк Ступ, Џаспер Хаузер, Уго ван Хувен, Јорн ван Дијк                              | [ 23 ]               |
| 20 | 9. јун 2011.       | MailRank                | Приоритетизација е-поште                                                    | САД, Њујорк                                             |                           |                               |                                  | Брајан О Саливен и Бетани Мекини Блант                                                        | [ 24 ]               |
| 21 | 2. август 2011.    | Push Pop Press.         | Дигитално издаваштво                                                        |                                                         | неоткривена               |                               |                                  | Ко-Оснивачи Мајк Матас и Кимон Цинтерис                                                       | [ 25 ] [ 26 ] [ 27 ] |
| 22 | 10. октобар 2011.  | Friend.ly               | Сервисна апликација за питања и одговоре                                    | САД, Маунтин Вју (Калифорнија)                          | неоткривена               |                               |                                  |                                                                                               | [ 28 ] [ 29 ] [ 30 ] |
| 23 | 8. новембар 2011.  | Strobe                  | HTML5 мобилне апликације, SproutCore                                        | САД, Сан Франциско                                      | неоткривена               |                               | Mobile engineering team          | Оснивач и главни извршни директор Чарлс Џоли, остали Strobe запослени                         | [ 31 ] [ 32 ]        |
| 24 | 2. децембар 2011.  | Gowalla                 | Услуга на основу локације                                                   | САД, Остин                                              |                           |                               |                                  |                                                                                               |                      |
| 25 | 9. април 2012.     | Instagram               | Дељење слика                                                                | САД, Сан Франциско                                      | $1,000,000,000            |                               |                                  |                                                                                               |                      |
| 26 | 13. април 2012.    | Tagtile                 | Апликација за лојалност муштерија                                           | САД, Сан Франциско, CA                                  | неоткривена               |                               |                                  | Tagtile оснивачи                                                                              | [ 33 ] [ 34 ]        |
| 27 | 5. мај 2012.       | Glancee                 | Платформа за откривање пријатеља                                            | САД, Сан Франциско                                      | неоткривена               |                               |                                  | Три кооснивача                                                                                | [ 35 ] [ 36 ]        |
| 28 | 15. мај 2012.      | Lightbox.com            | Дељење слика                                                                | Уједињено Краљевство, Лондон                            | неоткривена               |                               |                                  | Таи Тран, Нилеш Пател, 5 запослених                                                           | [ 37 ]               |
| 29 | 21. мај 2012.      | Karma                   | Размена интернет поклона                                                    | САД                                                     | неоткривена               |                               | Facebook Gifts                   | Ли Линден, Бен Луис                                                                           | [ 38 ]               |
| 30 | 18. јун 2012.      | Face.com                | Платформа за препознавање лица                                              | Израел, Тел Авив                                        | $100,000,000              |                               |                                  |                                                                                               | [ 39 ] [ 40 ]        |
| 31 | 14. јул 2012.      | Spool                   | Мобилно обележавање и дељење садржаја                                       | САД, Сан Франциско                                      | неоткривена               |                               | Mobile engineering team          | Авихал Гарг, Куртис Спенсер, 6 запослених                                                     | [ 41 ]               |
| 32 | 20. јул 2012.      | Acrylic Software        | RSS апликација и новчаник са заштићеном базом података                      | Канада, Ванкувер                                        | неоткривена               |                               | Facebook's design team           | Два запослена                                                                                 | [ 42 ]               |
| 33 | 24. август 2012.   | Threadsy                | Компанија Threadsy је социјални агрегатор, творац алата Swaylo за маркетинг | САД, Сан Франциско                                      | неоткривена               |                               |                                  |                                                                                               | [ 43 ]               |
| 34 | 28. фебруар 2013.  | Atlas                   | Atlas пакет за оглашиваче                                                   | САД, Сијетл, Вашингтон (држава)                         | less than $100,000,000    |                               |                                  |                                                                                               | [ 44 ]               |
| 35 | март 2013.         | osmeta                  | Мобилни софтвер                                                             | САД, Маунтин Вју (Калифорнија)                          |                           |                               |                                  | 17 инжењера                                                                                   | [ 45 ]               |
| 36 | 14. март 2013.     | Hot Studio              | Дизајн агенција                                                             | САД, Њујорк, Сан Франциско                              |                           |                               |                                  |                                                                                               | [ 46 ]               |
| 37 | 23. април 2013.    | Spaceport               | Мултиплатформа за игре                                                      |                                                         |                           |                               |                                  |                                                                                               | [ 47 ]               |
| 38 | 25. април 2013.    | Parse                   | Задњи крајеви за мобилне апликације                                         | САД, Сан Франциско                                      | $85,000,000               |                               |                                  |                                                                                               | [ 48 ]               |
| 39 | 18. јул 2013.      | Monoidics               | Софтвер за аутоматску верификацију                                          | Уједињено Краљевство, Лондон                            |                           |                               |                                  |                                                                                               | [ 49 ]               |
| 40 | 12. август 2013.   | Jibbigo                 | Апликација за превод говора                                                 |                                                         |                           |                               |                                  |                                                                                               | [ 50 ]               |
| 41 | 13. октобар 2013.  | Onavo                   | Мобилна аналитика                                                           | Израел                                                  |                           |                               |                                  |                                                                                               | [ 51 ]               |
| 42 | 17. децембар 2013. | SportStream             | Анализа конверзације спорта                                                 | САД, Сан Франциско                                      |                           |                               |                                  |                                                                                               | [ 52 ]               |
| 43 | 8. јануар 2014.    | Little Eye Labs         | Анализа перформанси и мониторинг алатке за Андроид                          | Индија, Бангалор                                        | $15,000,000               |                               |                                  |                                                                                               | [ 54 ]               |
| 44 | 13. јануар 2014.   | Branch                  | Платформа за интернет конверзацију                                          | САД, Њујорк                                             | $15,000,000               |                               |                                  |                                                                                               | [ 55 ]               |
| 45 | 19. фебруар 2014.  | WhatsApp                | Мобилне инстант поруке                                                      | USA, Mountain View, CA                                  | $19,000,000,000           |                               |                                  | Ко-Оснивач и главни извршни директор Жан Коум                                                 | [ 56 ]               |
| 46 | 25. март 2014.     | Oculus VR               | Виртуална реалност                                                          | САД, Ервајн                                             | $2,000,000,000            |                               |                                  | Ко-оснивачи Палмер Лаки и Брендан Ирибе, инжењер Крис Дајус и заменик директора Џон Д. Кармак | [ 57 ] [ 58 ]        |
| 47 | 27. март 2014.     | Ascenta                 | Беспилотне летелице које оперишу на великим висинама                        | Уједињено Краљевство, Самерсет                          | $20,000,000               |                               |                                  |                                                                                               | [ 59 ]               |
| 48 | 24. април 2014.    | ProtoGeo Oy             | Апликација за фитнес Moves                                                  | Финска, Хелсинки                                        | неоткривена               |                               |                                  |                                                                                               | [ 60 ]               |
| 49 | 7. август 2014.    | PrivateCore             | Технологија сигурног сервера                                                | САД, Пало Алто (Калифорнија)                            | неоткривена               |                               |                                  |                                                                                               | [ 61 ]               |
| 50 | 14. август 2014.   | LiveRail                | Издавачка платформа за монетизацију                                         | САД, Сан Франциско                                      | $400,000,000-$500,000,000 |                               |                                  |                                                                                               | [ 62 ]               |
| 51 | 26. август 2014.   | WaveGroup Sound         | Звучни студио                                                               | САД, Берлингејм (Калифорнија)                           | неоткривена               |                               |                                  |                                                                                               | [ 63 ]               |
| 52 | 6. јануар 2015.    | Wit.ai                  | Препознавање звука                                                          | САД, Пало Алто (Калифорнија)                            | неоткривена               |                               |                                  |                                                                                               | [ 64 ]               |
| 53 | 8. јануар 2015.    | Quickfire               | Компресија видеа                                                            | САД                                                     | неоткривена               |                               |                                  |                                                                                               | [ 65 ]               |
| 54 | 14. март 2015.     | TheFind                 | Екомерц                                                                     | САД                                                     | неоткривена               |                               |                                  |                                                                                               | [ 66 ]               |
| 55 | 26. мај 2015.      | Surreal Vision          | Рачунарски вид, Обогаћена реалност                                          | Уједињено Краљевство                                    | неоткривена               |                               |                                  |                                                                                               | [ 67 ]               |
| 56 | 16. јул 2015.      | Pebbles                 | Рачунарски вид, Обогаћена реалност                                          | Израел                                                  | $60,000,000               |                               |                                  |                                                                                               | [ 68 ]               |